# Metoprololo
Il  metoprololo tartrato  è un principio attivo appartenente alla categoria dei bloccanti beta-adrenergici, ad attività beta1-selettiva. È commercializzato con il nome commerciale Lopresor. È usato per trattare l'ipertensione, il dolore toracico dovuto a uno scarso flusso di sangue al cuore e una serie di condizioni che coinvolgono una frequenza cardiaca anormalmente veloce. Viene anche usato per prevenire ulteriori problemi cardiaci dopo infarto del miocardio e per prevenire il mal di testa in quelli con emicrania.
Il metoprololo viene venduto in formulazioni che possono essere assunte per via orale o somministrate per via endovenosa. Il farmaco viene spesso assunto due volte al giorno. [3] La formulazione a rilascio prolungato viene presa una volta al giorno. Il metoprololo può essere combinato con l'idroclorotiazide (un diuretico) in una singola compressa.
Gli effetti collaterali comuni includono disturbi del sonno, stanchezza, svenimento e disagio addominale. Grandi dosi possono causare grave tossicità. Il rischio in gravidanza non è stato escluso. Sembra essere sicuro durante l'allattamento. È necessaria una maggiore attenzione nell'uso nei soggetti quelli con problemi epatici o di asma. L'interruzione di questo farmaco deve essere eseguita lentamente per ridurre il rischio di ulteriori problemi di salute.
Il metoprololo è stato prodotto per la prima volta nel 1969, brevettato nel 1970 e approvato per uso medico nel 1982. È incluso nell'elenco dei medicinali essenziali dell'Organizzazione mondiale della sanità, i medicinali più sicuri ed efficaci, necessari in un sistema sanitario. È disponibile come farmaco generico. Nel 2017 è stato il sesto farmaco più comunemente prescritto negli Stati Uniti, con oltre 68 milioni di prescrizioni

## Farmacodinamica
Metoprololo è un inibitore selettivo (β-bloccante) dei recettori adrenergici β1: la molecola blocca in modo competitivo i β1-recettori con effetti nulli o scarsi sui β2-recettori per dosaggi inferiori a 100 mg.
A dosaggi più elevati anche i recettori β2 iniziano a subire l'effetto inibitorio e la selettività viene via via riducendosi. Il metoprololo è sostanzialmente privo di effetto stabilizzante di membrana e non mostra attività intrinseca simpaticomimetica. 
Come è noto i β1-recettori adrenergici sono presenti principalmente a livello cardiaco e renale e la loro inibizione da parte di metoprololo determina a livello cardiaco un effetto inotropo e cronotropo negativo, ovvero una riduzione della frequenza cardiaca, della gittata cardiaca e della contrattilità cardiaca.
Tutti questi effetti comportano, in ultima analisi, una riduzione del lavoro del cuore.
Il farmaco determina una riduzione della pressione arteriosa e nei soggetti affetti da angina pectoris comporta un miglioramento della tolleranza agli sforzi.
Studi clinici effettuati su una popolazione di soggetti di sesso maschile con ipertensione arteriosa da lieve a moderata, hanno messo in evidenza che il β-bloccante riduce il rischio di morte per malattie cardiovascolari.
In particolare riduce il rischio di morte cardiovascolare improvvisa, di ictus e di infarto miocardico fatale e non fatale. Metoprololo in virtù della sua azione sul sistema simpatico in soggetti con tachicardia sopraventricolare, flutter o fibrillazione atriale si è dimostrato efficace nel rallentare il ritmo ventricolare e ridurre le extrasistoli ventricolari.
Metoprololo diminuisce la mortalità dei pazienti con infarto del miocardio riducendo gli eventi di morte improvvisa, probabilmente in buona parte grazie alla prevenzione della fibrillazione ventricolare, inoltre protegge dal rischio di re-infarto miocardico non fatale.

## Farmacocinetica
A seguito di somministrazione per via endovenosa metoprololo si distribuisce rapidamente nei diversi tessuti biologici e la concentrazione plasmatica di picco (Cmax) viene raggiunta nel giro di pochi minuti. Se il composto viene somministrato per via orale l'assorbimento da parte del tratto gastroenterico è rapido e completo e la Cmax viene raggiunta entro 1-2 ore. 
Il β-bloccante si lega alle proteine plasmatiche in misura piuttosto bassa, pari a circa il 5-10%, prevalentemente all'albumina. Nell'organismo metoprololo viene metabolizzato da parte della ghiandola epatica attraverso reazioni di tipo ossidativo ad opera principalmente dell'isoenzima CYP2D6 con produzione di tre metaboliti principali, tutti privi di effetto attività farmacologica di rilevanza clinica.
L'emivita di eliminazione è variabile tra 1 e 9 ore, con una media di 3,5 ore. L'eliminazione dall'organismo avviene prevalentemente attraverso l'emuntorio renale con circa il 95% di una dose eliminato tramite questa via, solo il 5% circa in forma immodificata.

## Usi clinici
Il metoprololo trova largo impiego in ambito cardiologico dove viene utilizzato come farmaco antischemico ad elevata attività stabilizzante. Esso è inoltre usato nelle aritmie ventricolari e sopraventricolari (con l'esclusione delle bradicardie), come ad esempio la fibrillazione atriale ed il flutter atriale (con il solo fine del controllo della frequenza ventricolare), e nella tachicardia atriale multifocale o nella tachicardia parossistica sopraventricolare. Può anche essere utilizzato per il trattamento dell'ipertensione arteriosa e dei pazienti affetti da insufficienza cardiaca.

### Off-label
Il composto trova impiego anche nella profilassi dell'emicrania e può essere somministrato a soggetti affetti da ipertiroidismo e/o tireotossicosi poiché risulta efficace nel controllare i segni e sintomi di queste condizioni, come ad esempio la tachicardia. I betabloccanti infatti riducono gli effetti degli ormoni tiroidei sui tessuti periferici migliorando i sintomi propri della tireotossicosi quali tremori, palpitazioni e nervosismo.

Metoprololo è stato anche sperimentato nel controllo della sindrome vasovagale.

## Effetti collaterali e indesiderati
Nel corso del trattamento si possono registrare disturbi gastrointestinali (dispepsia, secchezza delle fauci, nausea, diarrea, stipsi) ed epatobiliari (alterazione dei test di funzionalità epatica con incremento delle transaminasi, più raramente epatite).
Sono stati riportati anche disturbi a carico dell'apparato cardiovascolare (in particolare bradicardia, ipotensione ortostatica che raramente si associata a sincope, sensazione di freddo intenso alle estremità degli arti).
Nei soggetti affetti da insufficienza cardiaca il farmaco può ulteriormente deteriorare la funzionalità del miocardio peggiorando i sintomi dello scompenso cardiaco. In soggetti con angina di Prinzmetal può aumentare il numero e la durata delle crisi anginose a causa della vasocostrizione arteriosa coronarica mediata dagli α-recettori.
Raramente il farmaco può indurre disturbi della conduzione cardiaca, facilitando l'insorgenza di un blocco atrioventricolare di I grado e di aritmie cardiache.
I disturbi a carico del sistema nervoso comprendono affaticamento, insonnia, vertigini, cefalea, parestesie, confusione mentale, sonnolenza, depressione del tono dell'umore, deterioramento della memoria, ansia, allucinazioni e incubi notturni.
Altri effetti avversi comprendono , disfunzioni sessuali, alopecia, xeroftalmia, broncospasmo, porpora, rash cutaneo, orticaria psoriasiforme, lesioni distrofiche della cute.

## Controindicazioni
Bradicardia, shock cardiogeno, insufficienza cardiaca congestizia.
Sconsigliato nella gravidanza. maschera i sintomi dell'ipoglicemia.

## Dosi terapeutiche
Per via orale
- Angina pectoris, 50–100 mg 2-3 volte al giorno
- Ipertensione, 100 mg al giorno
- Aritmie, 50 mg 2-3 volte al giorno (dose massima 300 mg)
- Profilassi emicrania, 100–200 mg (dosi frazionate)

Per via endovenosa
- Infarto miocardico acuto, 5 mg a boli refratti, distanziati almeno 5 minuti; dose massima 15 mg (3 fiale).

## Interazioni
- Epinefrina (adrenalina): in letteratura medica è riportata un'interazione potenzialmente grave tra i β-bloccanti e l'epinefrina, caratterizzata da marcata ipertensione arteriosa e bradicardia.

## Stereochimica
Metoprololo contiene uno stereocentro e consiste di due enantiomeri. Si utilizza come racemo, cioè una miscela in rapporto 1:1 delle forme (R) e (S):
| Enantiomeri di metoprololo | Enantiomeri di metoprololo |
| -------------------------- | -------------------------- |
| CAS-Nummer: 81024-43-3     | CAS-Nummer: 81024-42-2     |